# Tom Heinemann
Tom Heinemann (født 1959) er dansk journalist.
Han fik 8. december 2011 Grand Prize ved Europa-Kommissionens Lorenzo Natali-prisoverrækkelse for sin dokumentarfilm, “Fanget i mikrogæld”. Han modtog også kommissionens særlige tv-pris for filmen .